# Carboran

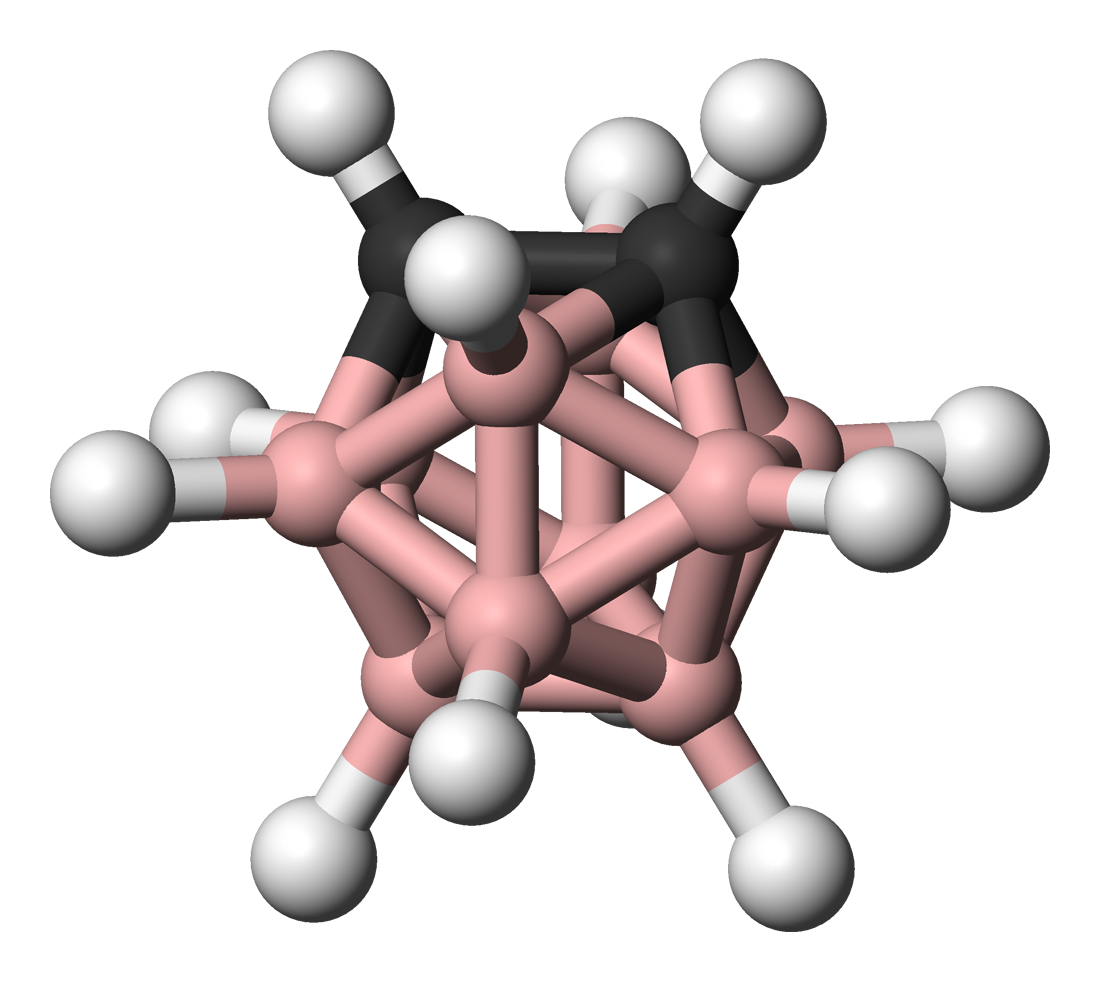
o-carboran compus termorezistent la 420 ^{0}C se transformă în meta izomerul său

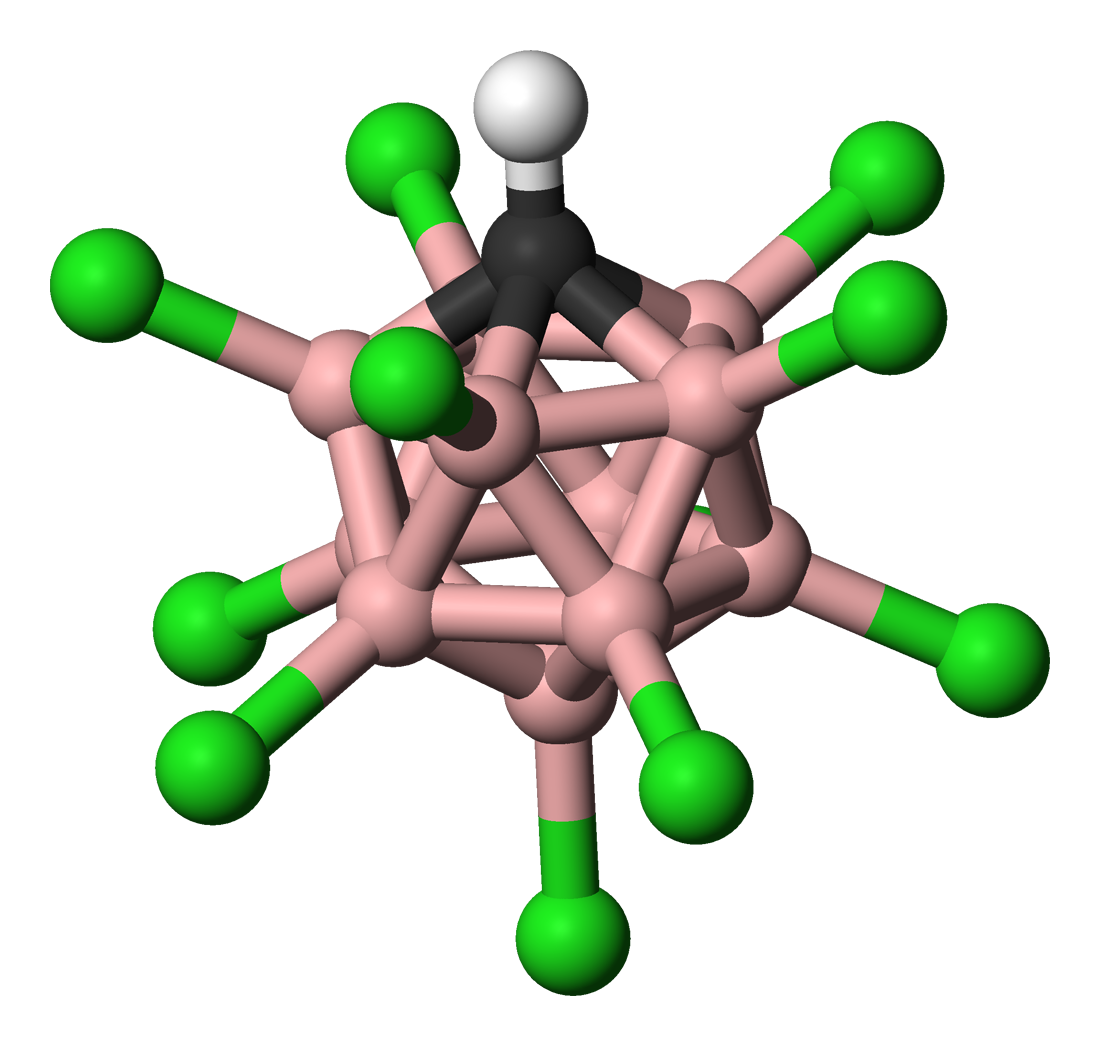
Model Ball-şi-stick al anionului carboran.
Legendă:
hidrogen − alb,
clor − verde,
bor − roz,
carbon − negru.

Carboranul este un compus de tip cluster a borului cu carbonul. Face parte din clasa boranilor având, ca și aceștia, structură poliedrică fiind similar clasificați în  closo-, nido-, arachno-, hipho-, etc.  în funcție de reprezentarea unui poliedru complet (closo-)  sau a unuia căruia îi lipsesc una (nido-), două (arachno-) sau mai multe vertexuri.
Unul dintre cel mai cercetat carboran este un compus extrem de stabil cu simetrie icosaedrică closo-carboranul.

Un alt exemplu este cel al  C2B10H12 sau o-carboran, compus neutru din punct de vedere electric, carboran utilizat în cele mai diverse domenii de la polimeri termorezistenți până la domeniul medical. O-carboranul este denumit compus superaromatic deoarece se supune regulii lui Huckel, având o stabilitate termică mare. La fel  ca și arenele, carboranii suferă reacții de substituție electrofilă.
Un carboran  puternic electronegativ  este CHB11H12−, utilizat în sinteza superacizilor. 
Carboran superacid H(CHB11Cl11) este de circa 1 milion de ori mai puternic decât acidul sulfuric fumans. Această aciditate extrem de puternică este dată  de anionul acid CHB11Cl11−, extrem de stabil și care poate fi substituit  cu substituenți electronegativi. H(CHB11Cl11) este un acid cunoscut care poate protona C60 fulerenă fără a le descompune.. De asemenea este unicul anion capabil să formeze o sare stabilă cu benzenul protonat C6H7+.

## Dicarbadodecaboran
Unul dintre cei mai intens studiați carborani este C2B10H12, cu pucnt de fierbere 320 C. Este preparat prin reacția dintre acetilenă și decaboran, sau o altă  variantă ce utilizează dimetil acetilenedicarboxilat ce dă naștere la C2B10H10(CO2C H3)2, ce poate fi degradat la C2B10H12.

### Istoric
1,2-closo-dicarbadodecaboranul  (numit mai simplu carboran), a fost simultan sintetizat de către at Olin Corporation și de către  Reaction Motors Division of Thiokol Chemical Corporation (U.S. Air Force)  and published in 1963..Derivații  decaboranului au arătat o instabilitate termică  și o reactivitate mare în prezența aerului și a apei.Totodată grupul 1,2-closo-dodecaboranului a arătat o stabilitate foarte mare iar în sinteze transformarea în compuși subtituiți are loc fără distrugerea complexului de tip cluster, precum și izomerizarea  din orto în meta.

### Dicarbolide
Anionul dicarbolid cu formula, [B9C2H11]2− formează compuși de tip sandwich cu multe metale a căror ioni au numere de oxidare neobișnuite. Dianionul este un nido- cluster obținut prin degradarea dicarboranului.
B10C2H12  +  3 CH3OH  +  KOH  → KB9C2H12  +  B(OCH3)3  +  H2O  +  H2

### Carborin
Carborin, sau 1,2-dehidro-o-carboranul, este un compus instabil derivat al  orto-carboranului  cu formula B10C2H10 sintetizat pentru prima oară în anul 1990.  Atomii de hidrogen de la C2 al o-carboranului lipsesc deoarece ei sunt îndepărtați prin  atacul N-butillitiului în mediu de THF, dianionul rezultat reacționează cu bromul formând anionul monobromurat.Compusul este izolobal cu arenele.. 
încălzirea mediului de reacție la  eliberează 35 °C carborinul, care poate intra mai departe într-o sinteză dien:
cu antracenul (formează un compus de tip  tripticen) și furan.
Carborinul reacționează cu alchinele pentru a forma benzocarboranul , reacție ce se desfășoară după mecanismul de mai sus.O carboranul suferă o deprotonare în prezența n-butillitiu , iar apoi în prezența dicloro-di(trifenilfosfino) nickel formează un complex în care carborinul leagă coordinativ nichelul.Compusul astfel format reacționează cu  3-hexina printr-o reacție de trimerizare formând benzocarborane. 
Prin cristalografia în raze X  s-a demostrat că legăturile interatomice au valori cuprinse  între 164.8 ppm și 133.8 ppm ceea ce demonstrează ca acești compuși nu au caracter aromatic! 